# McDonnell FH-1 Phantom
McDonnell FH-1 Phantom byl dvoumotorový proudový stíhací letoun, vyvinutý pro službu na letadlových lodích amerického námořnictva. Vývoj letounu, ze kterého se stal první americký proudový palubní stíhač začal ještě během druhé světové války.
Phantom byl první letoun s čistě reaktivním pohonem, který přistál na palubě americké letadlové lodi a také první proudový letoun americké námořní pěchoty. Přestože jeho operační služba byla poměrně krátká, přesvědčil admiralitu o schopnostech proudových letounů při službě na letadlových lodích. Také to byl první úspěšný projekt firmy McDonnell, na který zakrátko navázala pokročilejší modifikace McDonnell F2H Banshee, jeden ze dvou nejdůležitějších palubních stíhačů korejské války.

## Vývoj

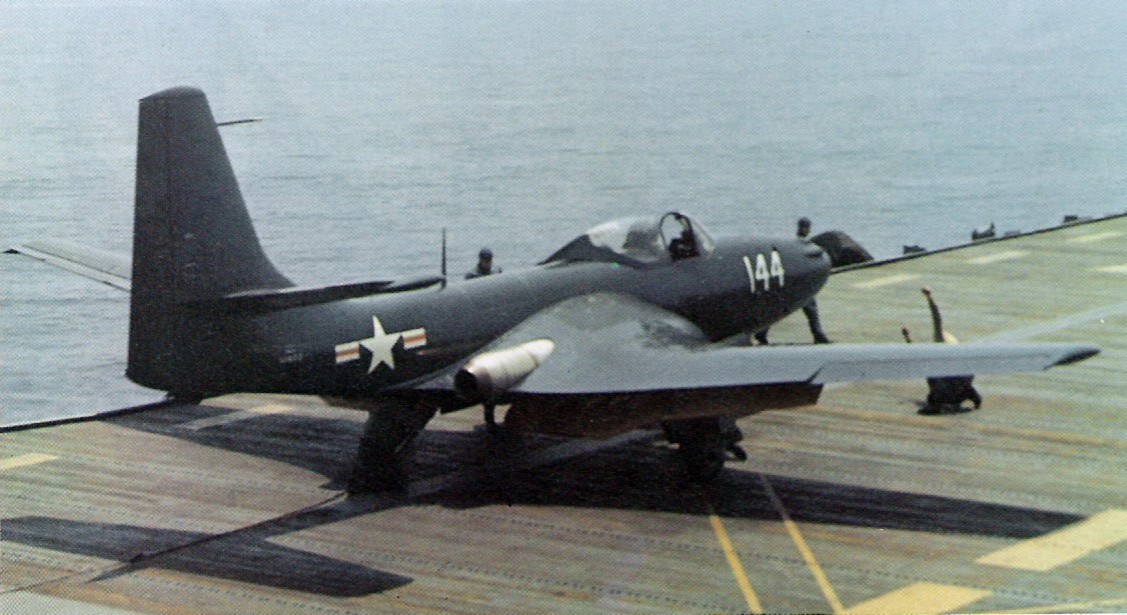
FH-1 z VF-17A Phantom Fighters roluje ke katapultu během zkoušek na lodi USS Saipan v květnu 1948

Dne 7. dubna 1943 byla firma McDonnell vyzvána, aby se podílela na vývoji nových palubních stíhacích letounů, které by poháněly proudové motory, tehdy nově vyvíjené firmou Westinghouse. Už 30. srpna 1943 námořnictvo objednalo stavbu tří prototypů, označených XFD-1. Byla zvažována řada kombinací motorů a řešení draku, až byla vybrána dvojice motorů s průměrem 483 mm s tahem po 7115 N, umístěných na bocích trupu v kořenech křídla. To mělo co nejvíce zkrátit vstupy vzduchu a odvod plynů do trysek, což se ukázalo jako lepší řešení, než motory v gondolách pod křídlem. Výzbroj se měla skládat ze čtyř 12,7 mm kulometů Browning v přídi.
Vývoj palubního stíhače byl mnohem náročnější než u pozemních stíhacích typů, jelikož tyto letouny měly být schopny startovat a přistávat při omezených rychlostech.
První prototyp XFD-1 (BuNo 48235) byl dokončen v lednu 1945. Jelikož pro něj byl zatím vyroben jen jeden prototypový motor Westinghouse 19XB-2B s osovým kompresorem, pozemní testy začaly pouze s ním. Nakonec prototyp pouze s jedním motorem provedl i první let, který 26. ledna 1945 provedl zkušební pilot Woodward Burke. Druhý let, již s instalovanou dvojicí proudových motorů, proběhl 5. února. Jelikož testy probíhaly úspěšně, byla 7. března 1945 objednána série 100 kusů sériových FD-1. Koncem jara 1945 námořnictvo do zkoušek Phantomu jmenovalo svého programového pilota korvetního kapitána W. W. Kellyho, který již létal na proudovém letounu Bell P-59 Airacomet. Označení Phantomu se poté změnilo na FH-1, protože písmeno D bylo mezitím letectvem přiděleno firmě Douglas. Po skončení války byla objednávka FD-1 nejprve snížena na 30 a posléze zvýšena na konečných 60 kusů. Testy prvního prototypu pokračovaly celé léto a v jeho kabině se střídali Burke s Kellym. 1. listopadu prototyp z nezjištěných příčin havaroval a Burke zahynul.
Druhý prototyp XFD-1 (48236) byl prvním čistě proudovým letounem, který kdy operoval z paluby americké letadlové lodi. 21. července 1946 provedl korvetní kapitán James J. Davidson s prototypem celkem čtyři úspěšné starty a přistání na palubě letadlové lodi USS Franklin D. Roosevelt. Nekonvenční letoun Ryan FR Fireball, který kombinoval pístový a reaktivní pohon, přistál na letadlové lodi už dříve, ale byl projektován primárně pro lety s pístovým motorem a proudový motor měl být použit až v bojové situaci.
Prvních 60 sériových strojů (111749 až 111808) vycházelo z továrny mezi červencem 1947 a květnem 1948. Tyto Phantomy měly zvětšenou kapacitu trupových palivových nádrží, vyšší a hranatou svislou ocasní plochu, kratší křidélka, výsuvné brzdící štíty a prodlouženou příď. První sériový FD-1 vzlétl dne 28. října 1946.
Už během vývoje FH-1 se v McDonnellu pracovalo na výkonnější variantě letounu, která nakonec vedla až ke vzniku modernějšího typu F2H Banshee. Přestože Banshee měla být jen modifikací Phantomu, stal se z ní jiný typ s těžší výzbrojí a větší zásobou paliva.

## Služba

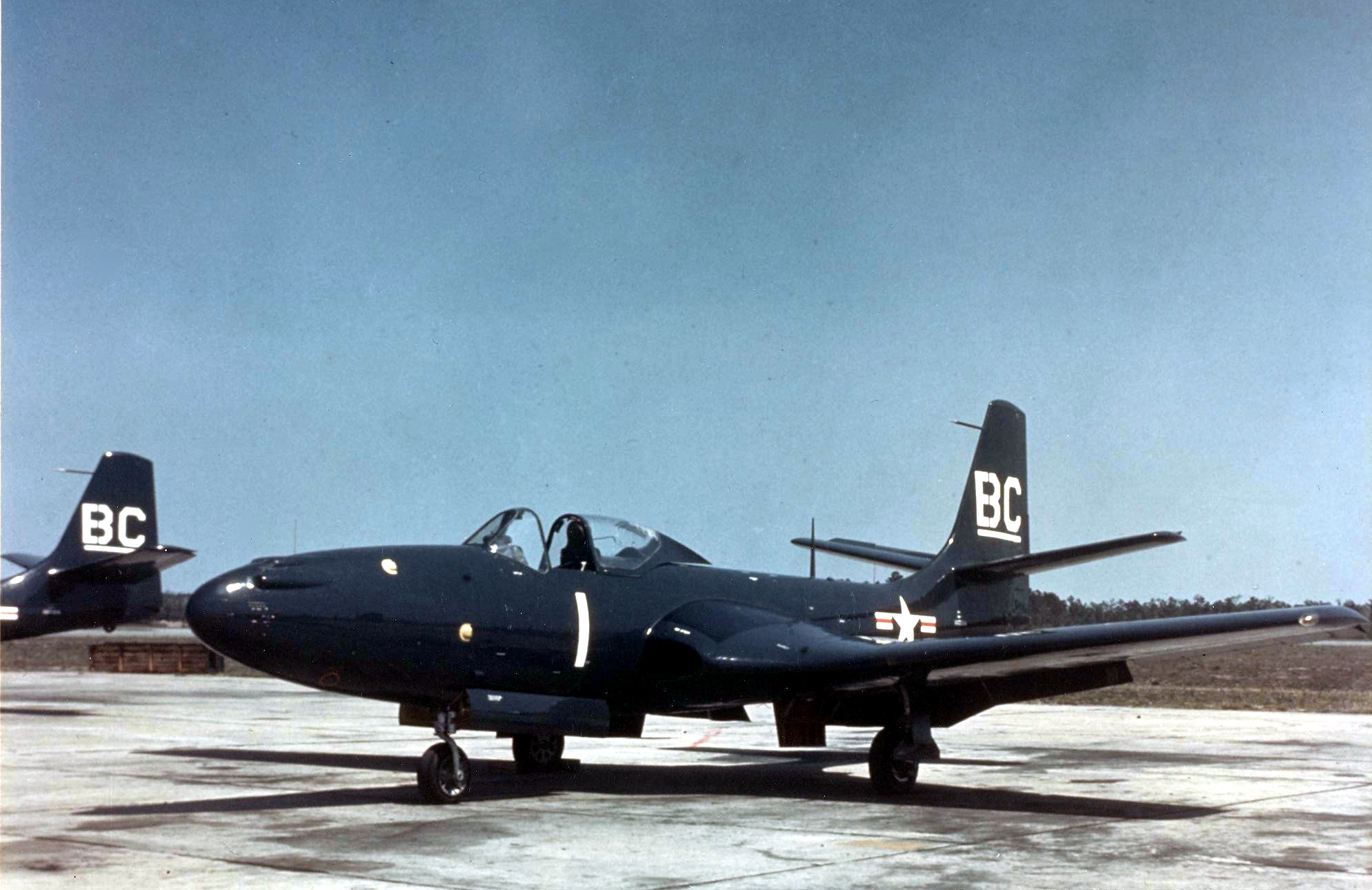
FH-1 Phantom jednotky VMF-122 USMC

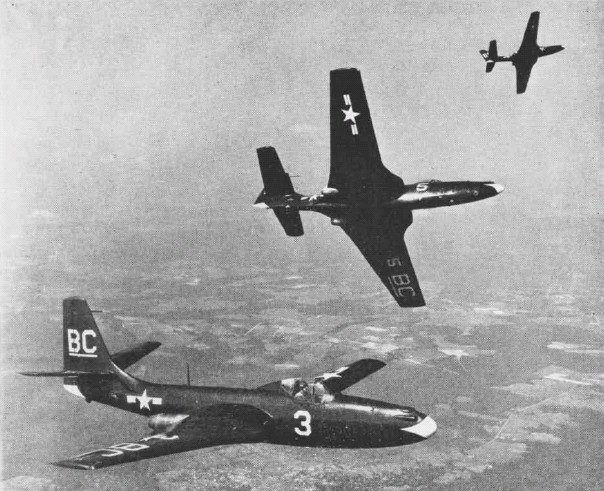
Tři FH-1 Phantomy z VMF-122 roku 1949

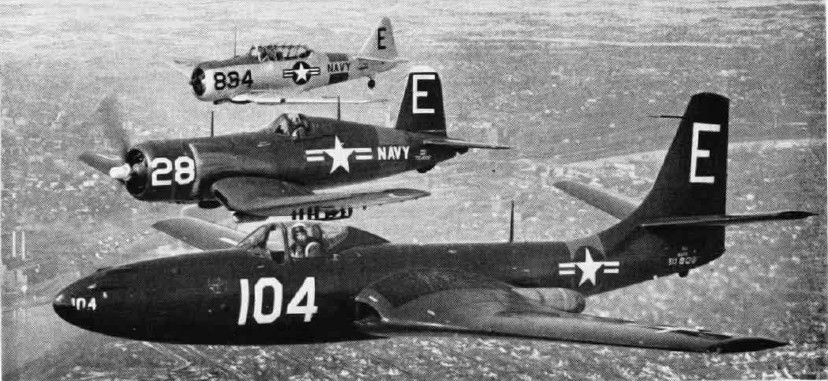
Tři letouny z Minneapolis U.S. Naval Air Reserve (z předu): FH-1 Phantom, F4U-1 Corsair a SNJ Texan v roce 1951.

Produkční letouny byly postupně upravovány a modernizovány. Letouny byly například upraveny pro nesení přídavných nádrží, měly zesílenou konstrukci, vylepšené střelecké zaměřovače, upravené ocasní plochy a výkonnější motory.
První Phantomy byly v srpnu 1947 dodány stíhací squadroně VF-17A (později přejmenované na VF-171). Plného stavu 24 letadel squadrona dosáhla 29. května 1948. Počátkem listopadu 1947 dostaly nové Phantomy i jednotky námořní pěchoty, přesněji VMF-122, která se stala první bojovou jednotkou námořní pěchoty s proudovými letadly. Poslední squadronou, která typ používala, byla VMF-311 patřící k námořní pěchotě.
Operační nasazení Phantomu bylo velice krátké. Jeho malý dolet a slabá výzbroj, společně s nemožností podvěsit pod letoun pumy, znamenaly, že se nejvíce hodil pro funkci záchytného stíhače. Ovšem jeho rychlost a stoupavost nebyly o moc vyšší než u pístových stíhaček a naopak výrazně horší než tomu bylo u jiných proudových stíhacích letounů, jako byl Lockheed P-80 Shooting Star. Bylo proto jasné, že bude brzy nahrazen modernější konstrukcí. Zkušenosti z druhé světové války ukazovaly bojovou hodnotu stíhacích bombardérů, což ale byla úloha, pro kterou nebyl Phantom vybaven. Také avionika nebyla příliš kvalitní, nemohl být ani vybaven moderními vystřelovacími sedadly a zbraně umístěné na vrchní straně přídě v noci při výstřelu oslňovaly pilota.
VF-17A se stala první operační squadronou US Navy používající proudová letadla. Stalo se tak 5. května 1948, když první Phantomy VF-17A přistály na palubě USS Saipan. V době, kdy byly Phantomy zaváděny do služby, začaly zkušební testy modernějších typů palubních stíhačů McDonnell F2H Banshee a Grumman F9F Panther. Ty lépe splňovaly představy US Navy o výkonech pokročilých víceúčelových stíhaček. Z tohoto důvodu byl Phantom rychle označen za zastaralý a sloužil především pro výcvik pilotů letounů Banshee a Panther, které byly dodávány od srpna 1948. Začátkem této fáze služby Phantomů bylo rozpuštění samotné squadrony VF-17A a rozdělení jejich pilotů do jednotek, které se aktuálně přezbrojovaly na proudová letadla. Phantomy byly vyřazeny z prvoliniové služby ještě před vypuknutím korejské války. Žádný z nich se nedostal do boje, zatímco v cvičných jednotkách fungovaly až do roku 1954.
V roce 1964 byly v jedné letecké škole dva Phantomy obnoveny pro účely výcviku. Měly se na nich trénovat civilní piloti proudových letadel. Tento pokus ale nebyl úspěšný a letouny už byly vyřazeny definitivně.

## Specifikace

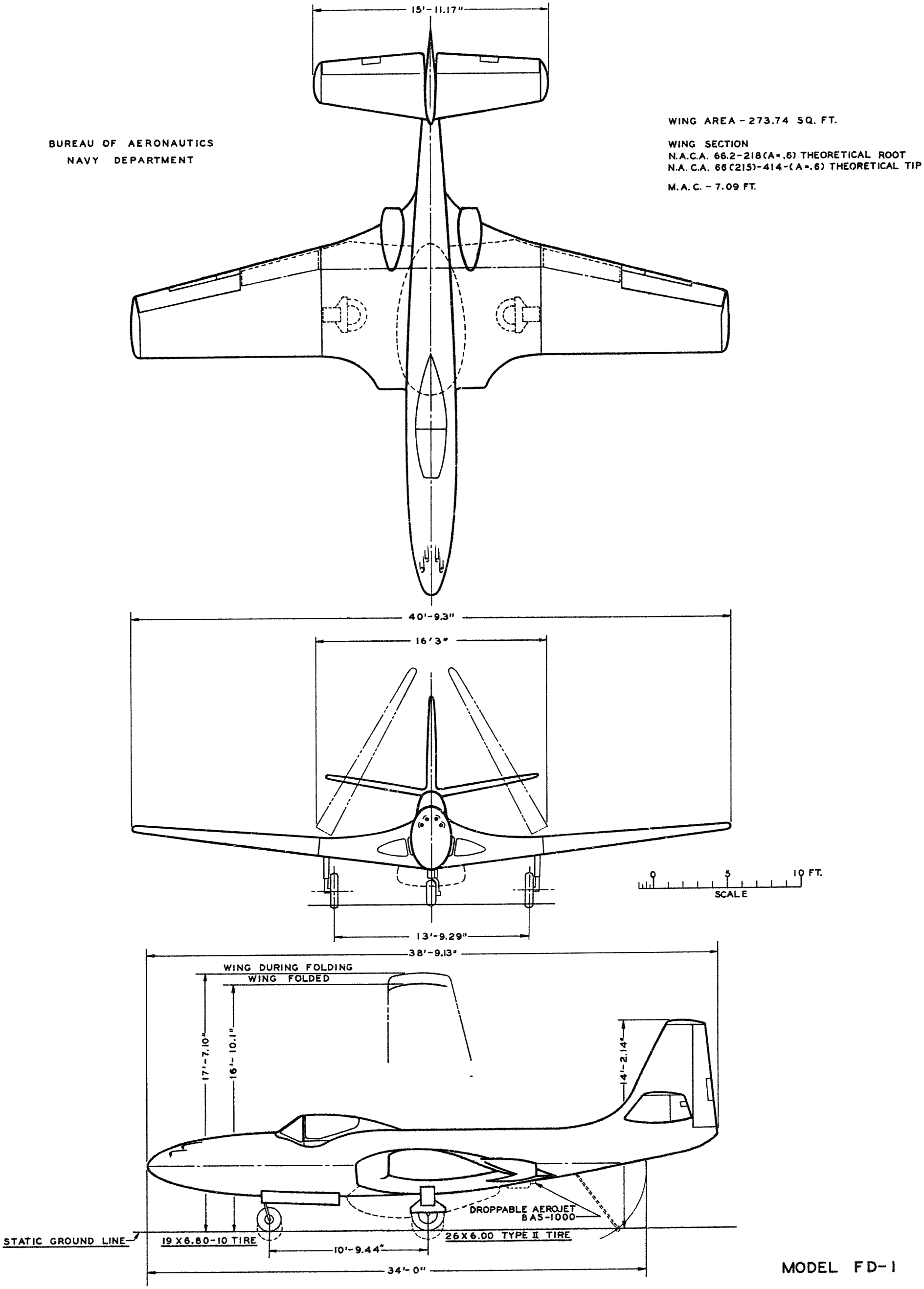
Třípohledový nákres FH-1

Údaje dle

### Technické údaje
- Posádka: 1 (pilot)
- Rozpětí: 12,42 m
  - (Složené křídlo): 4,95 m
- Délka: 11,81 m
- Výška: 4,32 m
- Nosná plocha: 25,64 m²
- Plošné zatížení: 177,72 kg/m²
- Hmotnost prázdného letounu: 3031 kg
- Vzletová hmotnost: 4552 kg
- Max. vzletová hmotnost: 5459 kg
- Pohonná jednotka: 2 × proudový motor Westinghouse J30-WE-20
  - Tah motoru: 7,1 kN
- Nesené palivo: 1420 l + 2540 l (přídavná nádrž)

### Výkony
- Maximální rychlost: 771 km/h (u hladiny moře)
- Cestovní rychlost: 399 km/h
- Operační dostup: 12 497 m
- Stoupavost: 1289 m/min
- Dolet: 1118,5 km
  - Dolet s přídavnou nádrží: 1577,2 km

### Výzbroj
- 4× 12,7mm kulomet Browning